# Doyenné de Lanmeur
Le doyenné de Lanmeur, relevant de l'évêché de Dol, comprenait les paroisses suivantes enclavées dans l'évêché de Tréguier :
- Coadout, ainsi que sa trève Magoar, cette dernière enclavée dans l'évêché de Cornouaille
- Lanmeur, ainsi que sa trève Locquirec
- Lanvellec
- Locquénolé[1].